# Erhard (Minnesota)
Erhard – miasto w Stanach Zjednoczonych, w stanie Minnesota, w hrabstwie Otter Tail.